# Vyšné Velické pliesko Horné
Vyšné Velické pliesko Horné je karové pleso ve skupině Vyšných Velických pliesek v nejvyšší části Velické doliny ve Vysokých Tatrách na Slovensku. Má rozlohu 0,1445 ha. Dosahuje maximální hloubky 1,5 m a objemu 865 m³. Leží v nadmořské výšce 2141 m.

## Okolí
Pleso se nachází v nejvyšší části Velické doliny zvaném Zadná Velická dolina pod Velickým sedlem, které se nachází na severovýchodě. Na severu se zvedá jižní stěna Velického štítu. Na západě se tyčí Litvorový štít a na jihu Gerlachovská kôpka. Na východě je pod skalním stupněm Vyšné Velické pliesko Spodné.

## Vodní režim
Pleso nemá povrchový přítok ani odtok. Náleží k povodí Velického potoka.

## Přístup
Pleso není veřejnosti přístupné.